# Ordre national des pharmaciens du Bénin
L'Ordre national des pharmaciens du Bénin est un organisme corporatif doté de la personnalité juridique. Il a pour mission de défense et de régulation de la profession de pharmacien au Bénin.

## Historique
Le mercredi 14 mars 2018 le gouvernement suspend l’Ordre pour six mois d’activité le temps de faire réformes à la suite de la condamnation à quatre ans de prison des responsables des sociétés de produits pharmaceutiques du Bénin.
Le jeudi 09 juillet 2020 les Conseils Centraux et le Conseil National de l'Ordre National des Pharmaciens du Bénin sont installés par le Ministre de la Santé, Benjamin Hounkpatin mettant ainsi fin conduit  longue période de suspension qui dure depuis 15 mars 2018.

## Organisation et fonctionnement
Les instances de l'Ordre National des Pharmaciens du Bénin est composée comme suit,:
Au Conseil National
Présidente : ALLADAYE PADONOU Sylvie Chantal
Secrétaire : TOSSOU Emmanuel Yaovi
Trésorier :  ELEGBEDE Olabissi Pancras
Conseillers :Monsieur BANKOLE Moboladji Marc, Monsieur KASSA José et Madame AGUEGUE Fifamè Aline.
Au Conseil Central A
Président : Monsieur DOMONHEDO Camille
Secrétaire : Monsieur AKPAKA Romuald
Trésorier : Monsieur AGONKPAHOUN Eusèbe
Conseillers : Madame ALAOFE Fatima, Madame HOUVI Joëlle Nadine Ayaba, Monsieur ASSOGBA Maurice E.
Monsieur ADANLE Étienne et Madame PANOU Mathilde

Au Conseil Central B
Président : Monsieur NONONSI Bertrand
Secrétaire : Madame MENSAH Frida Nadège Sylvia et 
Trésorier : Madame NONO KEN'GNE épouse HODE Edwige

Conseil Central C
Présidente : Madame de-SOUZA Géraldine
Secrétaire : Monsieur SOKPON Aaron
Conseillers :Madame ZOUMENOU Aurelle, Monsieur DANHIN C. Fidèle

## Mission
l'ordre a plusieurs mission dont:
- Assurer le respect des devoirs professionnels
- Assurer la défense de l'honneur et de l'indépendance de la profession
- Veiller à la formation professionnelle continue et à l'évaluation des pratiques professionnelles
- Contribuer à la promotion de la santé publique par la qualité et la sécurité des actes professionnels